# Autoritarismo

Índice de Democracia en 2023.

En las relaciones sociales, el autoritarismo es una modalidad del ejercicio de la autoridad que impone la voluntad de quien ejerce el poder en ausencia de un consenso construido de forma participativa, originando un orden social opresivo, carente de libertad y autonomía. La sociedad preindustrial está marcada por la imposición de una fuerte autoridad y jerarquía en todos los órdenes (religioso, político, económico, etc.), con una indiscutida autoridad paternalista dentro de la familia (patriarcado), frente a los grados cada vez mayores de libertad y autonomía propios de la sociedad industrial y la sociedad postindustrial. En el contexto psicológico individual, pero también social, se define la personalidad autoritaria. En educación, se define la pedagogía autoritaria, heterónoma o tradicional, frente a la pedagogía progresista.
En ciencia política y sociología el concepto de "autoritarismo" no tiene una definición unívoca, lo que permite identificar como autoritarias muchas y muy diferentes ideologías, movimientos y regímenes políticos. Algunas definiciones lexicográficas son simplificadoras: "sistema fundado primariamente en el principio de autoridad" -es decir, que no admite crítica-; "se acuñó por el fascismo como término apreciativo, para pasar a ser utilizado ... [en el contexto de la lucha contra el fascismo y el nazismo] para denotar la “autoridad malvada” ... el abuso y el exceso de la autoridad que aplasta la libertad ... más que representar lo opuesto de democracia ... significa lo contrario de libertad". Otras se hacen por acumulación de términos que, si bien pueden entenderse como relacionados, no son estrictamente sinónimos ("la doctrina política que aboga por el principio del gobierno absoluto: absolutismo, autocracia, despotismo, dictadura, totalitarismo"). Las que pretenden precisar rasgos se centran en cuestiones como "la concentración de poder en manos de un líder o una pequeña élite que no es constitucionalmente responsable ante el cuerpo del pueblo", el "ejercicio arbitrario del poder sin consideración de otros cuerpos" que puedan limitarles (separación de poderes), y la inexistencia de mecanismos que permitan una efectiva alternancia en el poder, como las elecciones libres multipartidistas.

## Autoritarismo y totalitarismo
La utilización del concepto «totalitarismo» para ciertas ideologías, movimientos y regímenes políticos del periodo de entreguerras (comunismo soviético -estalinismo-, fascismo italiano y nazismo) se basaba en su búsqueda de la homogeneización de todos los planos de la vida pública e incluso privada y la negación de cualquier tipo de discrepancia u oposición, llegando a justificar la erradicación y, en casos extremos el exterminio, del disidente o del «diferente».
En 1964 el politólogo español Juan José Linz, profesor de la Universidad de Yale, propuso diferenciar entre los regímenes totalitarios y los regímenes autoritarios, cuyo ejemplo más claro era para Linz la dictadura franquista. Esta es la definición que propuso Linz:

Los regímenes autoritarios son sistemas políticos con un pluralismo político limitado, no responsable; sin una ideología elaborada y directora (pero con una mentalidad peculiar); carentes de una movilización política extensa e intensa (excepto en algunos momentos de su desarrollo), y en los que un líder (o si acaso un grupo reducido) ejerce el poder dentro de límites formalmente mal definidos pero en realidad bastante predecibles.

Linz tomó como referencia para definir los regímenes autoritarios la teoría del totalitarismo expuesta en 1956 por Carl Joachim Friedrich y Zbigniew Brzezinski. Las diferencias entre los dos tipos de regímenes políticos se exponen en el siguiente cuadro, elaborado a partir del análisis realizado por el historiador español Enrique Moradiellos.
| Régimen totalitario (según Friedrich y Brzezinski) | Régimen autoritario (según Linz) |
| Presencia de un poder hegemónico, personificado e individualizado en un líder carismático que ejerce su autoridad absoluta de modo monopolístico y sin autonomía apreciable para mandos intermedios. | El dictador (o a veces un pequeño grupo) «ejerce su poder dentro de límites formalmente mal definidos, pero en realidad bastante predecibles».                                                              |
| Existencia de un partido único de masas que forma parte integral del aparato del Estado y que responde a una ideología precisa y definida.                                                           | El régimen carece de «una ideología elaborada y directora (pero con una mentalidad peculiar)». |
| Pretensión de control absoluto de todas las actividades políticas y sociales, con la reducción al mínimo o supresión simple de la esfera de la vida social privada                                   | El partido único ve frenada su pretensión de dominio omnímodo del Estado por la resistencia efectiva de otras instituciones (el Ejército y la Iglesia)                                                      |
| Mantenimiento de un alto grado de movilización política de la población a través de canales y vías de encuadramiento oficial: sindicatos, organismos juveniles, grupos de mujeres, etc.              | Descarta la necesidad de la «movilización política extensa e intensa» («excepto en algunos momentos de su desarrollo») en favor de la «apatía», la desmovilización y el conformismo pasivo de la población. |
| Control policiaco y represión intensa y activa de toda oposición latente o patente y de cualquier grado de libertad de prensa y de comunicación.                                                     | Existencia de un «pluralismo político limitado» dentro de sus propias filas internas. |

La definición de Linz fue criticada por su carácter «formalista» (una limitación que compartía con la teoría del totalitarismo de la que partía) ya que no prestaba atención a las dimensiones sociales y clasistas de los regímenes políticos. Es decir, carecía «de referencias a las clases y grupos sociales que apoyaban al régimen o se beneficiaban de él (o, viceversa, a las clases y grupos sociales que sufrían los efectos del régimen y estaban excluidos de sus beneficios)». También se cuestionaron aspectos concretos de la definición propuesta por Linz como la «contraposición entre una “ideología” totalitaria (precisa, definida y centrada en sí misma) y una “mentalidad” autoritaria (amplia, difuminada y abierta a muchos componentes ideológicos); el carácter relativo del “pluralismo político limitado”, que sólo afectaría a las clases dominantes y ocultaría las concordancias políticas fundamentales en el seno de ese grupo; la posible confusión entre “desmovilización” (como apatía inducida desde el poder) y falta de muestras de rechazo u oposición entre las masas, olvidando la existencia de una disconformidad de fondo ahogada por el temor a la represión; etc.».
En 1974 los sociólogos españoles Eduardo Sevilla Guzmán y Salvador Giner publicaron un artículo en el que criticaron el «formalismo» de la propuesta de Linz y definieron una nueva categoría que denominaron «despotismo moderno» o «absolutismo despótico», opuesta al «absolutismo totalitario» o totalitarismo, en la que aunaban los aspectos sociales con los aspectos políticos formales, y en la que incluían prácticamente los mismos regímenes que había designado Linz como «regímenes autoritarios» (el franquismo, el salazarismo y muchas dictaduras sudamericanas y africanas contemporáneas). En el cuadro siguiente se muestran las diferencias entre la propuesta de Linz y la de Sevilla Guzmán y Giner.
| Régimen autoritario (según Linz) | Despotismo moderno (según Sevilla Guzmán y Giner) |
| El dictador (o a veces un pequeño grupo) «ejerce su poder dentro de límites formalmente mal definidos, pero en realidad bastante predecibles».                                                              | «Un modo de dominación de clase en el cual el poder está ejercido por la clase dominante y, en su nombre, por un déspota o una reducida elite».                                                        |
| El régimen carece de «una ideología elaborada y directora, pero con mentalidades características». | «Una fórmula política de gobierno que incluye una fachada ideológica y la tolerancia de un cierto grado de pluralismo ideológico entre las facciones que componen la coalición de fuerzas dominantes». |
| El partido único ve frenada su pretensión de dominio omnímodo del Estado por la resistencia efectiva de otras instituciones (el Ejército y la Iglesia)                                                      | «Una serie de colectividades de servicio ―policía, funcionarios, miembros de un partido único, clérigos― que obedecen siempre al jefe o jefes».                                                        |
| Descarta la necesidad de la «movilización política extensa e intensa» («excepto en algunos momentos de su desarrollo») en favor de la «apatía», la desmovilización y el conformismo pasivo de la población. | «Una mayoría popular a la que se exige obediencia pasiva y que es explotada económicamente por las clases dominantes».                                                                                 |
| Existencia de un «pluralismo político limitado» dentro de sus propias filas internas. | «Un pluralismo político restringido de clase dentro de las colectividades de servicio» ―policía, funcionarios, miembros de un partido único, clérigos―.                                                |

Hasta cierto punto, una distinción paralela a la de Linz es la que hace Hugh Trevor-Roper entre fascismo y fascismo clerical. La existencia o no de un "autoritarismo de izquierdas" es también objeto de debate.
El politólogo español Jaume Colomer explicó en 1996 que las diferencias entre autoritarismo y totalitarismo no eran «de grado, sino de cualidad en la medida en que es posible establecer una diferencia de intencionalidad entre uno y otro sistema: el autoritarismo se propone el sometimiento de la sociedad; el totalitarismo busca la conformación de la sociedad... a un determinado sistema de valores, de comportamientos y de adhesión. Allí donde el autoritarismo se detiene, una vez eliminado cualquier riesgo para la estabilidad del sistema, el totalitarismo sigue persiguiendo unas finalidades que no son ya tan sólo la eliminación de la disidencia, sino la consecución de unos objetivos de ingeniería social cuyo fin es la transformación de las estructuras mismas de la sociedad, incluso en sus niveles de mayor privacidad, para adaptarlas a un determinado referente ideológico fuerte».

## Autoritarismo, partido único y voluntad general
La identificación del Estado con "el partido", en ausencia de otro posible partido político, es más bien una característica propia de los regímenes totalitarios que de los autoritarios (que pueden consentir un cierto grado o apariencia de pluralismo político, así como algún tipo de consulta popular convenientemente dirigida en su propio interés); pero sí es propio del autoritarismo la negación de legitimidad a cualquier forma de expresar los intereses individuales o de grupo (por ejemplo, la lucha de clases o las reivindicaciones identitarias -nacionalistas, étnicas, religiosas, de género-) que no coincida con los intereses generales tal como se entienden defendidos por la autoridad, que pretende ser ejercida de forma paternalista en beneficio de todos, incluso de los que "por su bien" son reprimidos.
También frecuentemente apelan a una legitimidad basada en la identificación del régimen como un mal necesario para combatir "problemas sociales fácilmente reconocibles", tales como el comunismo, la insurgencia o las amenazas externas, etc. Al respecto Friedrich Hayek, padre del monetarismo, tras visitar Chile bajo el régimen de Pinochet, dijo en una entrevista: «una dictadura puede ser un sistema necesario para un período de transición. A veces es necesario que un país tenga, por un tiempo, una u otra forma de poder dictatorial. Como usted comprenderá, es posible que un dictador pueda gobernar de manera liberal». En otra entrevista Hayek sostuvo que «preferiría sacrificar temporariamente a la democracia cuando no pudiera garantizar la libertad de mercado»- Tanto el antropólogo y politólogo de derecha como el neoconservador Seymour Martin Lipset han justificado este tipo de gobierno aduciendo que los regímenes autoritarios de bajos ingresos tienen ciertas "ventajas de mejora de la eficiencia" sobre las democracias de bajos ingresos, lo que ayuda a los regímenes autoritarios a generar desarrollo. Se ha argumentado, por el contrario, que la evidencia ha demostrado que no existe una "ventaja autoritaria" y que en su lugar existe una "ventaja democrática". Morton Halperin sostiene que las democracias "obtienen un rendimiento de desarrollo superior" sobre el autoritarismo. Señalan que es más probable que las democracias pobres tengan un crecimiento económico más estable y menos probabilidades de experimentar catástrofes económicas y humanitarias que los regímenes autoritarios; que las libertades civiles actúan como un freno a la corrupción y el mal uso de los recursos; y que las democracias son más adaptables. Halperin señala que la gran mayoría de las crisis de refugiados y las catástrofes financieras ocurren en regímenes autoritarios. A su vez, el fenómeno autoritario ha mutado en los últimas dos décadas, debido al avance tecnológico y la multiplicidad de amenazas que enfrentan los estados a nivel interno y externo.

## Autoritarismo, régimen militar y tecnocracia
Mark J. Gasiorowski propone la distinción de "regímenes autoritarios simplemente militares" y "regímenes autoritarios burocráticos". En estos últimos, un poderoso grupo de tecnócratas intentan la utilización del aparato del Estado con criterios de racionalización y desarrollismo". Como otros subtipos de autoritarismo, en el mismo estudio (inspirado en Linz) se proponen el "autoritarismo corporativista u orgánico-estatista" (con ejemplos estudiados en América Latina), la "democracia racial y étnica" (ejemplificada en el apartheid sudafricano) y el "autoritarismo pos-totalitario" (ejemplificados en el bloque del Este de los años previos a la caída del muro de Berlín -1989-). También hace una distinción entre autoritarismos "personalistas" (ejemplificados en el África postcolonial) y autoritarismos "populistas".
Los regímenes militares son la forma de gobierno autoritario en la cual, en mayor o menor grado, las instituciones ejecutivas, legislativas y judiciales son controladas por las fuerzas armadas, las cuales alteran cualquier forma de control democrático en diferentes medidas; por ejemplo el autoritarismo puede ser ejercido por gobiernos electos democráticamente o, como suele ocurrir habitualmente,  tras un golpe de Estado (como en la Argentina del régimen dictatorial de Jorge Rafael Videla); el de Juan María Bordaberry en Uruguay entre 1973 y 1984,  En Paraguay sobrevivió como dictador militar el general Alfredo Stroessner, quien gobernó ese país durante treinta y cinco años, desde 1954 hasta 1989. En República Dominicana, Rafael Trujillo gobernó el país desde 1930 hasta su asesinato en 1961. En Chile la situación con el dictador militar Augusto Pinochet Ugarte, por ejemplo,  o en Egipto con Gamal Nasser).

## Autoritarismo, corrupción y cleptocracia
Paul C. Sondrol asocia los regímenes autoritarios con la corrupción y la cleptocracia, como consecuencia de una utilización del poder personalista (al tener una concepción individual del liderazgo, no tanto como una función "mística" o "teleológica" asociada a un "carisma" pseudo-democrático conectado con las masas, rasgos más propios de los regímenes totalitarios). A pesar del usual recurso al término "tiranía" para calificar peyorativamente a los regímenes autoritarios o totalitarios, no debe confundirse con la figura histórica de los tiranos griegos (del mismo modo que la utilización peyorativa -o en algunos casos autoaplicada- del término "dictadura" no debe confundirse con la magistratura romana).

## Autoritarismo, integrismo y fundamentalismo
Además de la utilización de la religión como uno de los mecanismos de legitimación y de control social por los regímenes autoritarios o totalitarios (el nacionalcatolicismo español en el seno del franquismo y otros casos de fascismo clerical -concepto teorizado por Hugh Trevor Roper-); el autoritarismo puede ser un concepto aplicable a determinadas formas rigoristas de entender la religión tanto en sus aspectos personales como colectivos y su relación con el Estado y la sociedad (relaciones Iglesia-Estado, tolerancia o intolerancia religiosa, etc.) En el caso de una completa subordinación de las autoridades civiles a las religiosas y de la implantación de un proyecto político-social completamente orientado por una concepción rigorista de la religión, se utiliza el término teocracia (revolución islámica de Irán, régimen talibán en Afganistán). En el caso de la superioridad de la máxima autoridad civil, a la que se le confiere también autoridad religiosa, sería de utilizacíon el término historiográfico "cesaropapismo", aunque no es habitual emplearlo en países musulmanes, donde la situación es muy habitual (en distintos contextos, Marruecos o Arabia Saudí). No debe confundirse con los términos cesarismo y bonapartismo, que se utilizan en contextos seculares.